# İsmail Beşikçi
İsmail Beşikçi, né en 1939 à İskilip (province de Çorum) est un sociologue turc, connu pour ses travaux consacrés aux Kurdes.

## Biographie
Né le 7 janvier 1939 dans une famille turque proche du pouvoir, il étudie les sciences politiques à l'université d'Ankara de 1958 à 1962. En 1964, il obtient un poste d’assistant en sociologie à l'université d'Erzurum. En 1965 il obtient son doctorat en présentant sa thèse intitulée « Le changement à l'Est et les problèmes structurels - Le cas de la tribu nomade des Alikan » (Doğuda Değişim ve Yapısal Sorunlar/ Göçebe Alikan Aşireti),,.
En 1969, il publie son premier ouvrage, L’ordre de l’Anatolie de l’Est : fondements économiques et ethniques (Doğu Anadolu'nun Düzeni, Sosyo-Ekonomik ve Etnik Temeller). Il est alors démis de ses fonctions à l’Université d’Atatürk. Dans les semaines qui suivent le coup d'État de 1971, il est inculpé de « propagande séparatiste » et « atteinte au caractère indivisible de la nation turque » par une Cour d'exception, exclu définitivement de l'université et condamné à treize ans de prison. En 1974, il bénéficie de l'amnistie générale décrétée par e gouvernement d'Ecevit, mais il sera à nouveau jugé pour ses travaux sur les Kurdes, suspectés de « séparatisme ». En 1979, il est emprisonné et ne sera libéré qu'en 1987. Une vingtaine de procès seront à nouveau ouverts contre lui à partir de 1989 par les Cours de Sûreté de l'État. Ses ouvrages Le Kurdistan : colonie inter-étatique et Sciences-Idéologie officielle-État- Démocratie et la Question kurde, publiés en 1990, ont été saisis. Pour ces deux livres, il est condamné à trois ans d'emprisonnement et incarcéré en 1993. Il est amnistié en 1999. En tout, il sera condamné huit fois et passera dix-sept ans en prison pour ses écrits,. En 1999, il est à nouveau jugé et, cette fois, condamné à deux cent ans de prison.
Comme il s'est toujours clairement distancié de la violence politique, il est considéré par Amnesty International comme un prisonnier de conscience.

## Thèses
Les conceptions d'Ismail Besikçi évoluent au fur et à mesure qu'il approfondit ses recherches. Au départ, à l'époque où il rédige sa thèse, ses analyses sont influencées à la fois par le marxisme et le kémalisme, comme l'est l'essentiel de la gauche turque. Il reprend du mouvement national kurde l'idée du Kurdistan colonisé, mais dont le sous-développement doit être dépassé par une intégration à une Turquie de type socialiste. Il considère, à ce moment-là, le nationalisme kurde et ses représentants comme des « éléments réactionnaires » qui font obstacles au développement. 
En revanche, à partir des années 1970, il change complètement son analyse du rôle du kémalisme au Kurdistan. En effet, la politique kémaliste au Kurdistan se donne pour justification la lutte contre les « oppresseurs » que seraient les cheikhs, les aghas et les chefs de tribus. Les analyses que fait désormais Ismail Besikçi l'amènent à mettre en lumière les politiques de déportation de population, de destruction de l'identité ethnique du peuple kurde par l'assimilation forcée et la répression violente. Pour lui, le sous-développement des régions kurdes n'est pas dû à un hypothétique manque de ressources, mais à une politique délibérée de l'État turc,.
Contrairement au Parti des travailleurs du Kurdistan qui a abandonné depuis longtemps l'idée d'un État kurde pour prôner une solution démocratique qui ne touche pas aux frontières existantes, Besikçi considère toujours que l'indépendance politique du Kurdistan est une nécessité.

## Travaux
- Doğu Mitinglerinin Analizi, 1967
- Doğu Anadolu da Göçebe Kürt Aşiretlerinde Toplumsal Değişime, 1968
- Doğu'da Değişim ve Yapısal Sorunlar, 1969
- Doğu Anadolu'nun Düzeni, Sosyo-Ekonomik ve Etnik Temeller, 1969
- Devletlerarası Sömürge Kürdistan, 1990
- Bilim, Resmi Ideoloji, Devlet, Demokrasi ve Kürt Sorunu, 1990
- Bir Aydın, Bir Örgüt ve Kürt Sorunu, 1990

Traduits en allemand
- Kurdistan : internationale Kolonie, Frankfort, ISP Verlag, 1991, 236 p.  (ISBN 978-3-883-32188-2)
- Wir wollen frei und Kurden sein – Brief an die UNESCO, Neuer Isp-Verlag 2002,  (ISBN 3883321214)

Traduits en anglais
- Kurdistan & Turkish Colonialism: Selected Writings. Londres, Kurdistan Solidarity Committee and Kurdistan Information Centre, 1991.
- International Colony Kurdistan, Londres, Gomidas Institute, 2015, 164 p.  (ISBN 978-1909382206)